# Crocodile du Siam
Crocodylus siamensis
Espèce
Synonymes
- Crocodilus galeatus Cuvier, 1807

Statut de conservation UICN

 CR A2cd : 
En danger critique
Statut CITES
Crocodylus siamensis, le Crocodile du Siam, est une espèce de crocodiliens de la famille des Crocodylidae.

## Répartition

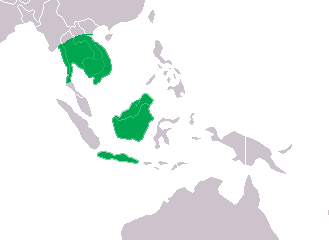
Distribution

Cette espèce se rencontre en Birmanie, en Thaïlande, au Laos, au Cambodge, au Viêt Nam, en Malaisie, au Brunei Darussalam et en Indonésie au Kalimantan.
Sa présence est incertaine à Java
L'espèce a très fortement régressé voire disparu dans nombre de ces pays.
Mais en 2000, alors que l'on pensait que cette espèce était éteinte depuis 1992, la chercheuse et biologiste britannique Jennifer Daltry a "redécouvert"  des crocodiles siamois en vie dans la chaîne des Cardamomes au Cambodge.

## Description

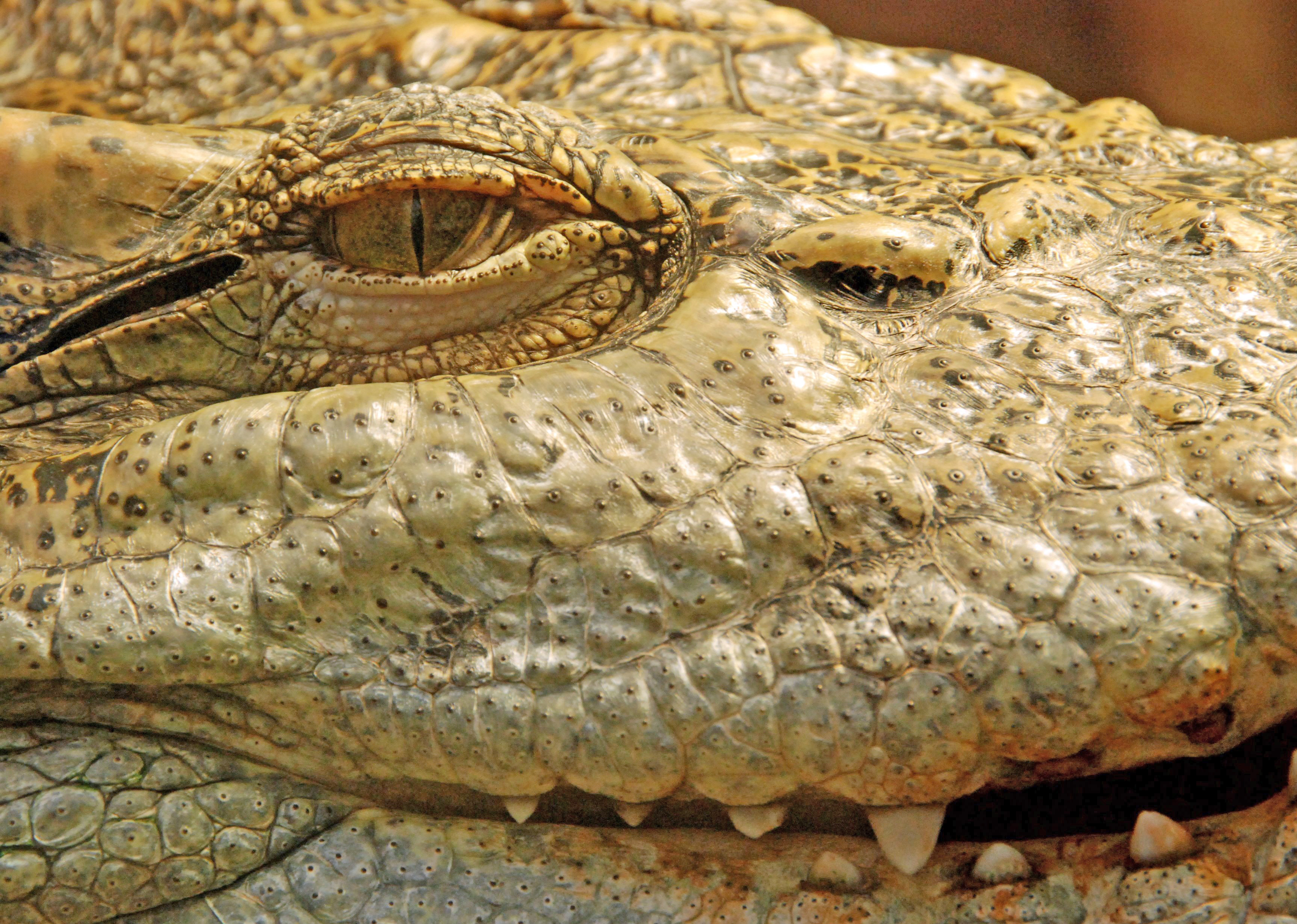
Gros plan sur l'œil et les dents d'un crocodile du Siam

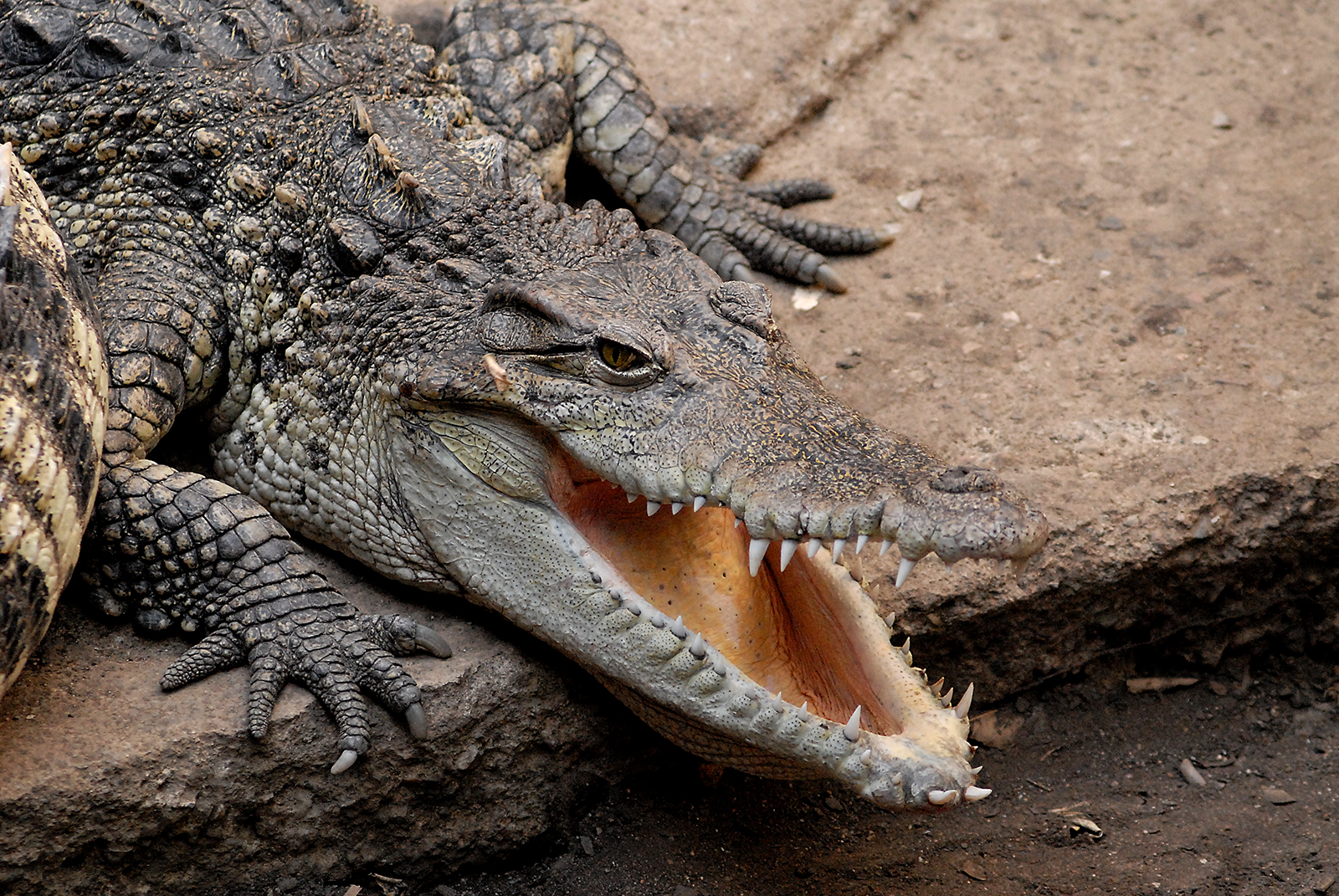
Crocodile du Siam

Le crocodile du Siam peut atteindre les 3 mètres de long, beaucoup plus rarement 4 mètres.
Cette espèce mange des poissons et des grenouilles.
La femelle pond de 20 à 48 œufs. L'incubation dure de 68 à 85 jours. Les petits quittent leur mère et chassent seuls au bout d'environ 80 jours. Dans la nature, pour une cinquantaine de naissances, peut-être trois crocodiles parviennent à survivre.
Le crocodile du Siam devient adulte vers l'âge de 10 ans.

## Conservation
Les populations actuelles sont très faibles : moins de 5 000 individus en captivité et peut-être 1000 en liberté dont environ 400 au Cambodge. L'avenir de l'espèce semble très critique d'autant que l'on ignore encore presque tout de sa réelle distribution.
Si les populations semblaient avoir disparu de Thaïlande, les derniers individus ont pu survivre et se reproduire dans le parc national de Kaeng Krachan,, dans le lac Nong Han, dernier refuge du crocodile du Siam ; leur population à l'état sauvage dans ce pays est estimée à une vingtaine d'individus début 2021.
Les programmes d'élevage au Cambodge sont une réussite : depuis 2011, on a réintroduit avec succès à douze reprises des crocodiles du Siam dans la chaîne des Cardamomes et en 2024 soixante petits crocodiles y sont nés de façon naturel, record historique ; de plus, en mars 2025, on a réintroduit dix spécimens dans le parc national de Virachey (parc où le crocodile du Siam avait disparu depuis plus de 20 ans).

## Menaces
Les principales menaces sont la chasse et la destruction de son habitat qui est converti pour l'agriculture. La valeur de sa peau devrait permettre un essor de son élevage. De plus, le faible danger qu'il représente, devrait être un argument supplémentaire pour les populations. La possible hybridation avec Crocodylus porosus dans ces fermes d'élevage pourrait être une nouvelle menace.
Mais le plus grand danger pour le crocodile du Siam est le trafic pour alimenter les restaurants chinois : la police chinoise, de la région de Guangxi Zhuang, a saisi plus de 3.600 crocodiles du Siam, aux abords de la frontière vietnamienne[réf. nécessaire].

## Culture populaire
Dans l'imaginaire thaïlandais, les animaux des forêts tropicales sont très présents. Contes et légendes racontent des histoires de crocodiles du Siam, aux côtés de tigres, d'éléphants...
De très anciennes croyances siamoises parlent d'hommes pouvant se transformer en animaux : en crocodiles du Siam dans la  légende de Kraithong, (souvent adaptée en film) et dans Khun Chang Khun Phaen (thaï: ขุนช้างขุนแผน), la première grande œuvre littéraire thaïlandaise, très longue épopée en vers qui se déroule vers l'an 1500, épopée adaptée en film en 2002.

## Étymologie
Son nom d'espèce, composé de siam et du suffixe latin -ensis, « qui vit dans, qui habite », lui a été donné en référence au lieu de sa découverte, le Siam, l'ancien nom de la Thaïlande.

## Publication originale
- Schneider, 1801 : Historiae Amphibiorum naturalis et literariae. Fasciculus secundus continens Crocodilos, Scincos, Chamaesauras, Boas. Pseudoboas, Elapes, Angues. Amphisbaenas et Caecilias. Frommani, Jena, p. 1-374 (texte intégral).